# Victor Vroom
Victor Harold Vroom (9. srpna 1932 Montréal, Québec – 26. července 2023) byl kanadský psycholog a profesor na Yale School of Management. 

## Rané období života
Získal doktorát na Michiganské univerzitě a magisterský a bakalářský titul na McGillově univerzitě. V dětství se původně zajímal o hudbu, ale později našel zájem o psychologii poté, co na střední škole absolvoval test profesních zájmů, který ukázal, že má nejlepší potenciál stát se buď hudebníkem, nebo psychologem. Svou lásku k hudbě dále rozvíjel hrou na alt saxofon a klarinet ve školní kapele a v místních klubech v Montrealu. Po maturitě se chtěl Vroom původně stát členem americké big bandu, ale poté, co mu otec doporučil, aby se stal bankovním úředníkem (kvůli stabilnější kariéře), se zapsal na Sir George Williams College (nyní Concordia University). Po prvním ročníku přestoupil na svou alma mater, McGillovu univerzitu, kde získal bakalářský titul v oboru psychologie se zvláštním vyznamenáním a magisterský titul v oboru průmyslové psychologie. Před zahájením své profesionální kariéry dokončil závěrečný titul (PhD) na Michiganské univerzitě. Právě na Michiganské univerzitě se seznámil se svou první ženou Ann Workmanovou, s níž měl dva syny: Dereka a Jeffreyho. Později se seznámil se svou druhou ženou Julií Francisovou, s níž měl dva syny Tristana a Trevora. Poté ovdověl. Zemřel 26. července 2023 ve věku 90 let, když žil v Guilfordu ve státě Connecticut.

## Kariéra
Svou profesní kariéru zahájil jako ředitel Centra pro výzkum průzkumů na Michiganské univerzitě a zároveň přednášel. Poté nastoupil na Pensylvánskou univerzitu, kde vyučoval úvodní a základní kurzy psychologie, sociální psychologie a průmyslové psychologie. Později začal vyučovat na Carnegie Mellon a začal si více rozumět a zapadat mezi své kolegy, kteří se zabývali výhradně obchodními vědami. Tato pozice ho nakonec vynesla k práci na obnovující se Yaleově univerzitě, kde byl během několika týdnů jmenován profesorem a kde zůstal profesorem až do své smrti.
Byl také konzultantem řady společností, například General Electric a American Express.
V roce 1972 byl jmenován předsedou katedry správních věd a zástupcem ředitele Institutu pro sociální a politická studia na Yaleově univerzitě.

## Teorie očekávání
Zabýval se především teorií motivace na základě očekávání, která se snaží vysvětlit, proč se jednotlivci rozhodují pro určité způsoby jednání a proč v organizacích upřednostňují určité cíle nebo výsledky před jinými, zejména v oblasti rozhodování a vedení. Mezi jeho nejznámější knihy patří Work and Motivation, Leadership and Decision Making a The New Leadership. V této teorii navrhl, že motivace je do značné míry ovlivněna kombinací přesvědčení člověka, že úsilí vede k výkonu, který pak vede ke konkrétním výsledkům, a že tyto výsledky jsou jedincem oceňovány. Spolu s verzí Lymana Portera a Edwarda Lawlera je Vroomova formulace obecně považována za představitele významného přínosu k teorii očekávání, který obstál ve zkoušce času a historického zkoumání.
Popsal valenci konkrétního výsledku jako „monotónně rostoucí funkci algebraického součtu součinů valencí všech ostatních výsledků a jeho představ o jeho instrumentalitě pro dosažení těchto ostatních výsledků“. Druhá věta, která je pro Vroomovu teorii stěžejní, tvrdí, že „síla, která člověka nutí k vykonání určitého činu, je monotónně rostoucí funkcí algebraického součtu součinů valencí všech výsledků a síly jeho prožitků, že po činu bude následovat dosažení těchto výsledků.“

## Publikace
- 2007. The role of the situation in leadership. American psychologist, 621, 17.
- 2007. On the synergy between research and teaching. Journal of Management Education, 313, 365-375.
- 2005. On the origins of expectancy theory. Great minds in management: The process of theory development, 239-258.
- 2003. Educating managers for decision making and leadership. Management decision, 4110, 968-978.
- 2000. Leadership and the decision-making process. Organizational dynamics, 284, 82-94.
- 1995. Situation effects and levels of analysis in the study of leader participation. The Leadership Quarterly, 62, 169-181.
- 1990. Manage people, not personnel: motivation and performance appraisal. Harvard Business Press.
- 1989. Management and motivation. Penguin.
- 1988. The new leadership: Managing participation in organizations. Prentice-Hall, Inc.
- 1987. A new look at managerial decision making. pp. 365–383. McGraw-Hill/Irwin.
- 1984. Reflections on leadership and decision-making. Journal of General Management, 93, 18-36.
- 1983. Leaders and leadership in academe. The Review of Higher Education, 64, 367-386.
- 1980. An evaluation of two alternatives to the Vroom – Yetton normative model. Academy of Management Journal, 232, 347-355.
- 1978. Predicting leader behavior from a measure of behavioral intent. Academy of Management Journal, 214, 715-721.
- 1977. Hierarchical level and leadership style. Organizational Behavior and Human Performance, 181, 131-145.
- 1976. Can leaders learn to lead?. Organizational Dynamics, 43, 17-28.
- 1974. Perceptions of Leadership Style: Superior and Subordinate Descriptions of Decision-Making Behavior. No. TR-6. YALE UNIV NEW HAVEN CONN SCHOOL OF ORGANIZATION AND MANAGEMENT.
- 1974. Leadership Revisited. No. TR-7. YALE UNIV NEW HAVEN CONN SCHOOL OF ORGANIZATION AND MANAGEMENT.
- 1974. Decision making as a social process: Normative and descriptive models of leader behavior. Decision sciences, 54, 743-769.
- 1974. Decision making and the leadership process. Journal of Contemporary Business, 34, 47-64.
- 1973. Leadership and decision making. Pittsburgh: University of Pittsburgh Press, 1973.
- 1973. The productivity of work groups. Survey Research Center, Institute for Social Research, University of Michigan.
- 1973. Leadership and decision-making. Vol. 110. University of Pittsburgh Pre.
- 1973. A new look at managerial decision making. Organizational dynamics.
- 1972. An overview of work motivation. Reading in industrial and organizational psychology.—NY.
- 1971. The stability of post-decision dissonance: A follow-up study of the job attitudes of business school graduates. Organizational Behavior and Human Performance, 61, 36-49.
- 1971. Relationship between age and risk taking among managers. Journal of applied psychology, 555, 399.
- 1970. The nature of the relationship between motivation and performance. Management and Motivation. Tennessee: Kingsport Press Inc.
- 1969. The handbook of social psychology. The handbook of social psychology, 5.
- 1969. The consequences of social interaction in group problem solving. Organizational Behavior and Human Performance, 41, 77-95.
- 1969. Industrial social psychology. The handbook of social psychology, 5.
- 1968. Toward a stochastic model of managerial careers. Administrative Science Quarterly, 26-46.
- 1967. Methods of organizational research. University of Pittsburgh Press.
- 1966. Organizational design and research: Approaches to organizational design. Vol. 66. University of Pittsburgh Press.
- 1966. Organizational choice: A study of pre-and post decision processes. Organizational behavior and human performance, 12, 212-225.
- 1966. A comparison of static and dynamic correlational methods in the study of organizations. Organizational Behavior and Human Performance, 11, 55-70.
- 1966. Some observations regarding Herzberg’s two-factor theory. In American Psychological Association Convention, New York.
- 1965. Motivation in management. American Foundation for Management Research.
- 1964. Work and Motivation. John Willey & Sons.
- 1964. Employee attitudes. The Frontiers of Management Psychology, New York: Harper & Row. Publishers, 127-43.
- 1964. Some psychological aspects of organizational control. New perspectives in organizational research, 72-86.
- 1964. Division of labor and performance under cooperative and competitive conditions. The Journal of Abnormal and Social Psychology, 683, 313.
- 1962. Ego‐involvement, job satisfaction, and job performance. Personnel psychology, 152, 159-177.
- 1961. Industrial social psychology. Annual review of psychology, 121, 413-446.
- 1960. The effects of attitudes on perception of organizational goals. Human Relations, 133, 229-240.
- 1960. Leader authoritarianism and employee attitudes. Personnel psychology, 132, 125-140.
- 1959. Some personality determinants of the effects of participation. The Journal of Abnormal and Social Psychology, 593, 322.
- 1959. Projection, negation, and the self-concept. Human relations, 124, 335-344.

## Pozoruhodná fakta
Byl vášnivý jachtař a kapitán, dokonce řídil svou loď s rodinou během bouře. Byl členem několika poloprofesionálních a profesionálních big bandů, jeden z nich založil na vysoké škole pod názvem „The Intellectuals“. Měl kdysi zdravotní potíže – v roce 1977 mu byl diagnostikován karcinom v pokročilém stadiu. Později se zjistilo, že se ve skutečnosti jednalo o sarkoidózu, ale on to považoval za prožitek blízké smrti a využil jej ke změně životního stylu.

#### Články
- VROOM, Victor H. Towards a Stochastic Model of Managerial Careers. Administrative Science Quarterly. 1968, roč. 13, čís. 1, s. 26–46. Dostupné online. doi:10.2307/2391260. JSTOR 2391260. (anglicky)
- WANI, Mohd Ifran. VROOM'S EXPECTANCY THEORY OF MOTIVATION [online]. researchgate.net, 2022 [cit. 2024-12-14]. Dostupné online. (anglicky)

#### Webové stránky
- ZEEMAN, Alexander. Victor Vroom biography and books [online]. Toolshero, 2023-04-06, rev. 2023-12-11 [cit. 2024-12-14]. Dostupné online. (anglicky)
- Remembering Professor Victor H. Vroom, 1932-2023 [online]. som.yale.edu, 2023-08-07 [cit. 2024-12-13]. Dostupné online. (anglicky)